# Miquees
Miquees, de l'hebreu מִיכָה Mikah (Qui com Yahvéh? Miquees 7:8). Va ser un profeta d'origen camperol de finals del segle viii aC, provinent de Moreset (Miquees 1:14) un petit llogarret de la fèrtil plana de Sefela a uns 30 quilòmetres al sud-oest de Jerusalem. Va ser autor del llibre de la Bíblia que porta el seu nom.
La seva tasca es va realitzar en temps dels reis Jotam, Acaz i Ezequies i va ser contemporani dels profetes Isaïes (profeta), Osees i Amós. Va demostrar un gran zel pel pacte amb Yahvéh i va considerar que la infidelitat a l'amor de Déu es fa sentir en l'explotació del proïsme. Va estimar el seu poble camperol i pastoral i va veure en ell l'interès de Yahvéh. Va denunciar els rics i poderosos i els sacerdots i falsos profetes que actuaven per aconseguir poder i privilegis. Va rebutjar l'abús dels aristòcrates de Jerusalem contra la majoria del poble camperol i la instrumentalització de la religió per ocultar les injustícies socials.
La predicació de Miquees va ser de tal abast que va influir perquè Ezequies intentés algunes reformes al Regne de Judà (2Reyes 18:1-4).
Especial significat i valor representa el passatge Miq 5, 1. citat expressament en l'Evangeli segons Mateu Mat 2, 5 com a profecia del lloc del naixement del Messies, Betlem.
S'ha assenyalat que aquest passatge ha estat manipulat amb males intencions pels cristians, ja que es parla de la dinastia Betlem Efrata, no d'una ciutat, i així mateix, s'al·ludeix a un guerrer que suposadament venceria Assíria (v.6). Llavors, no és una profecia cristiana, sinó una profecia fallida sobre un guerrer jueu.